# Johann Stahmer
Johann Friedrich Thomas Stahmer (* 4. August 1819 in Hamburg; † 1. Juni 1896 ebenda) war ein Hamburger Kaufmann und Senator.

## Leben

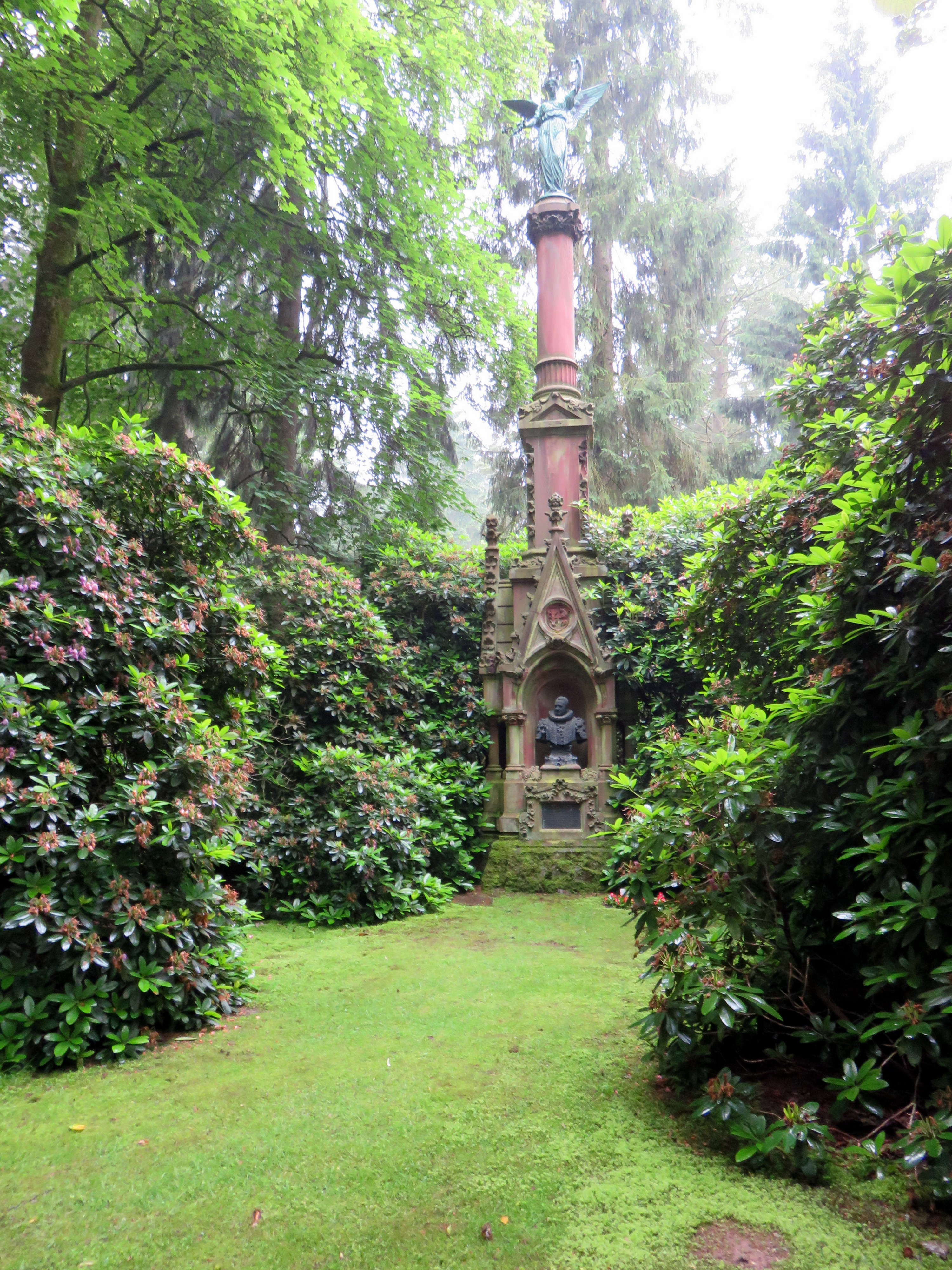
Grabsäule für Johann Stahmer auf dem Friedhof Ohlsdorf

Stahmer wuchs in Hamburg auf, er machte eine kaufmännische Lehre und war anschließend einige Jahre in Havanna tätig. Im Jahre 1850 kehrte er nach Hamburg zurück und begann mit dem Aufbau einer eigenen Firma.
Neben seiner beruflichen Tätigkeit war Stahmer vielfältig ehrenamtlich engagiert. Von 1852 an war er Hauptmann des Bürgermilitärs, ab 1859 wurde er für zwei Jahre Provisor des Waisenhauses, von 1862 an wirkte er drei Jahre als Handelsrichter, bevor er für zwei Jahre ins Obergericht entsandt wurde. Von 1870 bis 1872 gehörte er der Deputation für Handel, Schifffahrt und Gewerbe an, darauf bis 1875 der Finanzdeputation. Von 1868 bis 1872 war Stahmer Mitglied der Hamburger Handelskammer und wurde 1872 zum Präses gewählt. Der Hamburgischen Bürgerschaft gehörte Stahmer von 1859 bis 1865 und von 1868 bis 1875 an. Am 28. Juni 1875 wurde Stahmer für Franz Ferdinand Eiffe in den Hamburgischen Senat gewählt. Im Senat wirkte Stahmer vor allem in der Baudeputation im Bereich Hafenerweiterung und Elbvertiefung sowie in der Friedhofskommission. Dort trieb er vor allem die Einrichtung des Ohlsdorfer Friedhofes voran. Stahmer verstarb im Amt, zu seinem Nachfolger wurde Gottfried Holthusen gewählt. Johann Georg Mönckeberg urteilte über ihn wie folgt: „Zum einen war  wegen seines scharfen Verstandes und seines liebenswürdigen Humors im Senat sehr geachtet. Andererseits zeigte er sich in Verwaltungsaufgaben überfordert und weigerte sich später verantwortungsvolle Ämter zu übernehmen. Letztlich wurde er zu einer Art Mundschenk des Senats, der für die Auswahl der Weine und der Speisefolgen bei vom Senat gegeben Banketten zuständig war.“